# Борисов, Антон Валерьевич
Анто́н Вале́рьевич Бори́сов (род. 13 августа 1981 год, Алейск) — стендап-комик, сценарист, продюсер первых гастролей западных комиков в России, креативный продюсер телевизионных и интернет-шоу. Один из основателей и идеологов стендап-движения в России.
Креативный продюсер первого телевизионного стендап-шоу в стране («Центральный микрофон»). Организатор первого российского фестиваля Stand-up комедии. Продюсер, автор идеи и резидент стендап-шоу «Ленинградский Stand-up клуб». Организатор первых гастролей западных комиков в России (Дилан Моран, Эдди Иззард, Ардал О’Хэнлон и др.). Участник первого стендап-шоу на русском языке в Великобритании. Руководитель творческого объединения «Люди», занимающегося написанием сценариев программ и сериалов для телевидения.

## Биография
Антон Борисов родился 13 августа и вырос в семье военнослужащих: отец — офицер, мать — учитель русского языка и литературы. Окончил общеобразовательную школу г. Новосибирска с серебряной медалью (физико-математический класс), затем БГТУ «Военмех» Санкт-Петербурга, факультет «Системы управления», магистр технических наук.
С 2003 по 2006 г. работал системным аналитиком в «Росэлектропром Холдинг», но потом уволился и кардинально сменил сферу деятельности с научно-технической на творческую.

## Творчество
Во время обучения в «Военмехе» увлёкся юмористической игрой КВН и в течение почти десяти лет играл за разные команды Клуба весёлых и находчивых:
- «Военмех» (Санкт-Петербург),
- «Бончестер юнайтед» (Санкт-Петербург),
- «МЧС» (Санкт-Петербург),
- «ИГА» (Москва),
- «Уральские пельмени» (Екатеринбург).

Параллельно с игрой в КВН, с 2007 года принимал участие в разработке и сам снялся в качестве артиста в таких телевизионных проектах, как:
- «Смех без правил»,
- «Убойная Лига»,
- «Комеди Баттл»,
- фестиваль «Comedy Club» на Кипре (ТНТ).

Победитель в номинации "Stand-up" фестиваля «Большая Разница в Одессе» (1 канал) 2012 года. Автор диалогов Александра Цекало и Ивана Урганта ТВ-программы «Большая Разница» (1 канал).
С 2013 года — участник шоу «Центральный микрофон» (телеканал СТС), креативный продюсер этого шоу.
Обладатель премии «ТЭФИ-Содружество» в 2013 году за шоу «Уральские пельмени», в авторскую группу которого входит Антон Борисов.
В 2014 году вместе с Игорем Меерсоном вел радиошоу «Юмор Stand-Up» на радио Юмор FМ.
С 2014 года Антон выступает с сольными стендап-спектаклями в России, а также принимает участие в международных проектах. С апреля 2018 года активно гастролирует. Стендап-концерт Антона Борисова транслировался для полярников на Шпицбергене.
В 2008 году организовал творческое объединение «Люди» — объединение авторов-сценаристов. Является его руководителем по настоящий момент. Объединение создает сценарии телепрограмм и сериалов для каналов: СТС, ТНТ, 1 канал, ТВ3, 1+1 и других:
- «Уральские пельмени» (СТС),
- «Пин-код» (1 канал),
- «Профилактика» (Москва 24),
- «Сезоны любви»,
- «Большая Разница» (1 канал),
- «Кабаре без границ» (1 канал),
- «Дети в городе» (100 ТВ),
- «Центральный микрофон[13]» (СТС),
- «Удиви меня» (ТВ3),
- «Валера»,
- «Пыхчево» (2х2),
- «МясорУПка» (СТС),
- «Большая разница в Одессе» (1 канал),
- «Масквичи» (НТВ),
- «Шоу-Ньюs» (ТНТ).

В 2018 и 2023 годах шоу «Уральские пельмени» признано лучшей юмористической программой на отечественном ТВ и отмечено национальной телевизионной премией ТЭФИ. Антон Борисов является одним из сценаристов этой передачи.
Борисов ещё в 2003 году совместно с Романом Поляковым организовывал выступления стендап-комиков на российских концертных площадках. В 2012 году вместе с Игорем Меерсоном создал компанию «Stand-up Original», которая организовала первый российский фестиваль Stand-Up (Mic Fest) в 2013. И по сегодняшний день занимается организацией выступлений зарубежных stand-up комиков в России. Компания организовала выступления:
1. Дилана Морана (Москва, 2014, 2016),
2. Рейджинальда Ди Хантера (2014),
3. Эдди Иззарда (Москва, Санкт-Петербург, 2014, 2015),
4. Майкла Миттермейера (Москва, 2015),
5. Томми Тирнана (Москва, 2015),
6. Ардала О’Хэнлона (Москва, 2015),
7. Эдди Иззарда (Киев, 2017),
8. Дары О’Бриэна (Санкт-Петербург, Москва, 2019).

В 2020 году выступил в роли креативного продюсера и участника шоу Please Стендап на платформе Яндекс. Эфир. Антон Борисов был сценаристом высшей театральной премии Санкт-Петербурга «Золотой софит» в 2023-2024 и 2020-2021гг.

## Фильмография

### Сценарные работы
- 2009 — н.в. — шоу «Уральские пельмени»
- 2021 — Плюшевый Бум! (мультипликация)
- 2018 — Коп (сериал)
- 2012 — 2018 — Смешарики. Пин-код (89, 90, 93, 96 серии)
- 2014 — Сезоны любви (сериал)
- 2010 — Пыхчево (сериал)
- 2008 — 2014 шоу «Большая разница» (ТВ)

### Эксперт
Выступил в роли куратора выставки «Кто ты, папа русского стендапа?» на базе Санкт-Петербургского государственного музея театрального и музыкального искусства

### Продюсирование
- 2020 — 2021 — Please Стендап /креативный продюсер
- 2016 — Всё, что делает река
- 2014 — Сезоны любви (сериал) /креативный продюсер
- 2014 — Ленинградский Stand-Up клуб
- 2013 — Центральный микрофон (СТС)[18]

### Камео
- 2014 — Ленинградский Stand-Up клуб
- 2010 — Comedy Баттл
- 2007 — 2010 — Убойная лига

### Актёр
- 2010-2022 — Реальные пацаны в роли Жени Шапочки [серии 2 (259), 3 (260) и 4 (261) 13-го сезона]